# 長鬚金線魮
長鬚金線魮（学名：Sinocyclocheilus longibarbatus），又稱長鬚金线鲃，为輻鰭魚綱鯉形目鲤科金線魮屬的其中一種，該物種分布於亞洲中國貴州省荔波縣、廣西壯族自治區南丹縣、環江縣地下河流域，本魚體側扁，吻尖並向前突出，口亞下位，自頭背交界處後隆起，具長觸鬚2對，延伸至鰓蓋骨前緣，體被鱗片，側線完整，側線鱗61-77枚，尾鰭深叉形，背鰭鰭條末端變硬且具鋸齒狀，體色為淡紅色，頭部及體背部具不規則灰色斑紋，部分個體兩側為青色，體長可達13.6公分，棲息在底中層水域，生活習性不明。

## 扩展阅读
維基物種上的相關：長鬚金線魮